# Všestudy (Chomutovi járás)
Všestudy település Csehországban, Chomutovi járásban. Všestudy Bílence, Pesvice, Strupčice és Údlice településekkel határos. Lakosainak száma 179 fő (2024. január 1.).

## Népesség
A település lakosságának változását az alábbi diagram mutatja:
| Lakosok száma | 255  | 291  | 299  | 177  | 101  | 172  | 186  | 195  | 176  | 179  |
|               | 1869 | 1900 | 1921 | 1961 | 1980 | 2011 | 2016 | 2019 | 2021 | 2024 |